# Rete tranviaria della Spezia
La rete tranviaria della Spezia, in esercizio per tutta la prima metà del ventesimo secolo, rappresentò un importante elemento di crescita urbanistica della città ligure e le sue vicende ricalcarono quelle dell'economia industriale della zona. Passata diverse volte di mano, la società di gestione dovette lasciare il passo all'esercizio diretto da parte del Comune, che decise la sua sostituzione con una filovia.

## Storia

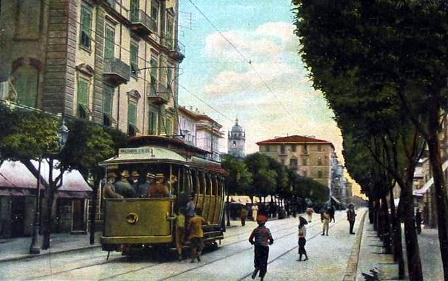
Via Cavour (cartolina ricolorata)

### La costruzione e la gestione Helios
Dopo la stipula di un accordo fra il Comune della Spezia e la Regia Marina per l'impianto di una tranvia a cavalli su alcune strade allora militari, il primo atto per la realizzazione di una rete tranviaria avvenne il 15 marzo 1899 quando fu approvata una nuova convenzione con la società Helios Elektricitats Aktiengeselleshäft di Colonia-Herenfeld per l'impianto di una vera e propria rete a trazione elettrica.
I lavori di posa in opera dei binari furono completati due anni dopo, assieme a quelli di realizzazione del deposito-officina nella località del Canaletto. Il servizio fu avviato, senza una cerimonia inaugurale, il 22 luglio 1902 e l'esercizio affidato alla Società Tramvie Elettriche della Spezia, controllata dalla stessa Helios la quale curò anche l'installazione della illuminazione elettrica cittadina.
Al momento dell'inaugurazione la rete era composta dalle seguenti linee:
- Migliarina a Mare-Viale Margherita
- Migliarina a Mare-Stazione Passeggeri Rete Mediterranea
- Diramazione di via Chiodo fino al viale Umberto I

### L'espansione della rete

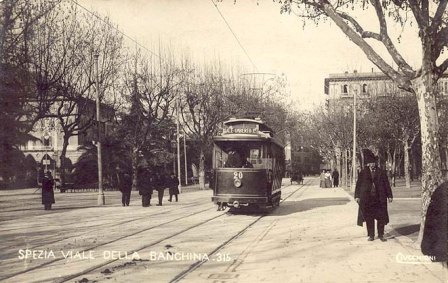
Il viale della Banchina

Nell'agosto 1904 venne aperta la linea verso il quartiere Chiappa, che comportò l'arrivo di nuove vetture; nello stesso anno il pacchetto azionario della Società Tramvie Elettriche della Spezia passò alla Banca Commerciale Italiana.
Nel 1905 fu la volta del prolungamento Migliarina Mare-Migliarina Monte (località in seguito divenute note rispettivamente come Canaletto e Migliarina) e, l'anno dopo, dello storico esperimento di una linea filoviaria La Spezia-Fezzano; conclusa la sperimentazione tale servizio, limitato a Cadimare, fu tranviarizzato nel 1909.
Nel frattempo, analogamente a quanto avveniva all'epoca in altre città, fu intrapreso un piano di trasformazione delle vetture con chiusura delle piattaforme mediante vetri.
Una nuova espansione della rete si ebbe nel 1910, allorché fu attivato il prolungamento fra il Cantiere di San Bartolomeo e il Cantiere Ansaldo, al Muggiano, cui seguirono nel 1913 l'anello di ritorno in piazza Chiodo e nel 1915 la tratta autorizzata con Regio Decreto 775 del 9 giugno 1912, di collegamento fra Fossamastra e lo stabilimento Vickers Terni; quest'ultimo fu in seguito ceduto all'Ansaldo divenendo dapprima Odero Terni e successivamente OTO Melara.
Nel 1916 il gruppo Ansaldo rilevò dalla Banca Commerciale Italiana il pacchetto azionario della Società Tramvie Elettriche della Spezia, distribuendolo fra le controllate Ansaldo, Ansaldo San Giorgio e Cerpelli; la nuova proprietà, che rappresentava il principale gruppo industriale cittadino, ottenne dalla Marina Militare la concessione del binario lungo 6 km che conduceva dall'Arsenale al cantiere di San Bartolomeo al fine di realizzare un collegamento per le proprie maestranze.

### La crisi e il declino

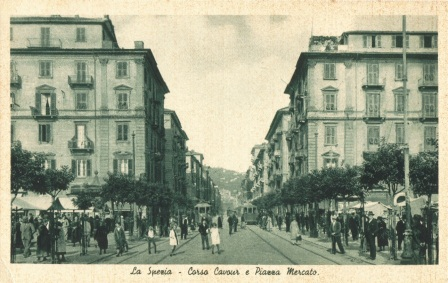
Corso Cavour e il mercato nel 1939

Al termine della prima guerra mondiale iniziarono i lavori di costruzione dell'importante prolungamento per Lerici, che nelle intenzioni dei progettisti avrebbe dovuto raggiungere Sarzana e Carrara ma che tuttavia, anche in conseguenza della crisi economica sopraggiunta, non venne portato a compimento; fra le opere realizzate figura la galleria degli Scoglietti, poi riconvertita al solo traffico automobilistico, lungo la nuova strada allora in costruzione. I lavori di costruzione di quest'ultima vennero interrotti nel 1922 a causa del fallimento della Banca Italiana di Sconto e la stessa società tranviaria finì in crisi, dovendo chiudere l'esercizio per ben 42 giorni. L'azienda fu acquisita fra il 1923 e il 1924 dalla Società Idroelettrica Ligure (SIEL), poi assorbita dalla Compagnia Imprese Elettriche Liguri (CIELI) del gruppo Edison.
Un ultimo tronco di tranvia fu attivato nel 1927, a collegamento del viale San Bartolomeo col cimitero dei Boschetti.
Un progetto di profondo rinnovamento della rete e degli impianti fu commissionato alla società SAER di Milano che fu consegnato il 14 aprile 1939; l'avvio del secondo conflitto mondiale impedì tuttavia la sua attuazione. La distruzioni causate dai bombardamenti alleati causarono numerosi e gravi danni alla rete tranviaria, rendendo inservibili numerose vetture.
Nel dopoguerra la rete subì i primi ridimensionamenti: l'anello di piazza Chiodo non fu ricostruito e i binari lasciarono via Chiodo per percorrere il percorso più esterno attraverso viale Amendola e viale Italia.

### Municipalizzazione e chiusura
Il 1º ottobre 1948, dopo due anni di proroga concessa alla Società Tramvie Elettriche della Spezia fu attuata la municipalizzazione del servizio di trasporto pubblico, affidato alla neocostituita azienda Filovie Tranvie e Autolinee Municipali (FITRAM), la quale assunse la gestione della rete filotranviaria urbana, delle autolinee a servizio di "colli" e della flotta di vaporetti in servizio nel golfo. La nuova gestione avviò un vasto programma di estensione dei servizi automobilistici e di filoviarizzazione della rete urbana. L'ultima corsa tranviaria, sulla linea 3 per Pegazzano, avvenne il 24 gennaio 1951.
Curiosamente, uno spezzone di binario in curva rimase in opera e visibile all'intersezione fra via Cavour e via Chiodo fino ai primi anni novanta.
Lo storico deposito tranviario, nel frattempo riconvertito a rimessa filoviaria e ormai da tempo inutilizzato dall'ATC, subentrata alla FITRAM nel 1977 e che dal 1986 ospitava alcuni veicoli del Museo Nazionale Trasporti, fu demolito nel 2014.

## Caratteristiche
La rete spezzina era caratterizzata dalla presenza di lunghi rettifili, inframmezzati con curve dal raggio minimo di 20 metri. L'interasse nei tratti a doppio binario era pari a 2,5 m. L'armamento era costituito da rotaie Phoenix da 34,6 kg/m a formare binari a scartamento ordinario.
Per l'attraversamento presso viale San Bartolomeo della ferrovia che conduceva al porto si ricorse ad un passaggio a livello semaforizzato munito di appositi binari tronchi verso i quali le vetture potevano essere deviate in caso di indebito superamento della via impedita.
Annessa al deposito-officina del Canaletto era presente una centrale elettrica basata su tre caldaie alimentate a carbone.
Nel periodo di massima estensione della rete, fra le due guerre, la stessa era strutturata mediante linee ciascuna associata ad un proprio colore identificativo:
- Linea 1 (rossa) - Migliarina-Stazione
- Linea 2 (verde) - Piazza Chiodo-Muggiano
- Linea 3 (arancio) - Pegazzano-Ospedale Civile
- Linea 4 (azzurro) - Chiappa-viale Diaz
- Linea 6 (verde) - Viale Garibaldi-Cadimare
- Linea 6 (gialla) - Piazza Chiodo-Vickers Terni
- Linea 7 (viola) - Viale Diaz-Boschetti
- Linea 0 (barra rossa) - Stazione Ferroviaria-Viale Diaz
- Linea Bagni (stagionale)

## Materiale rotabile

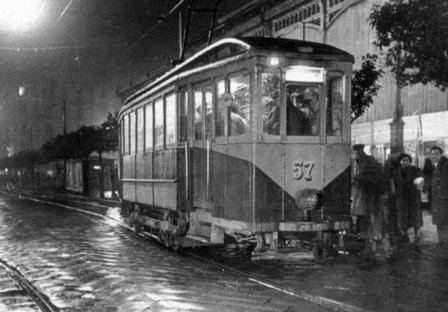
Vettura Miani & Silvestri 57

Le prime vetture a prestare servizio sulla rete spezzina appartenevano a un gruppo di 6 unità di costruzione Helios secondo il brevetto americano Duplex, che avevano lunghezza di 8 metri e un allestimento che consentiva di trasformarle in veicoli aperti tipo "giardiniera" in estate. I due motori di cui erano dotate sviluppavano una potenza complessiva di 30 kW. Le stesse, numerate 1÷6, erano dipinte in uno schema giallo canarino molto diffuso all'epoca. 

In seguito, la livrea adottata per i veicoli spezzini mutò dapprima nel verde oliva, poi, attorno al 1925, in uno schema rosso e giallo con filettature, per poi passare dal 1926 al classico schema unificato a due toni di verde. Assieme a tali unità furono consegnati 3 rimorchi del tipo giardiniera.
La seconda serie, sempre del tipo Helios Duplex e già dipinta in verde oliva, fu consegnata in conseguenza dell'incremento di traffico indotto dall'apertura della linea per la Chiappa. Si trattava di un gruppo di 14 vetture numerate 7÷20.
Ai primi due gruppi di elettromotrici erano associato un parco di rimorchiate del tipo giardiniera.

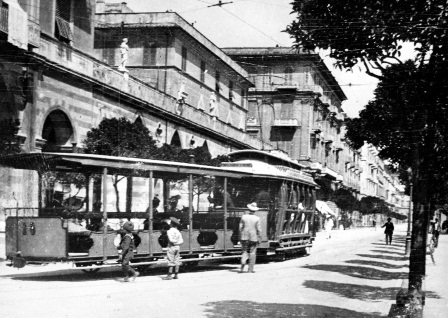
Convoglio con "giardiniera"

L'entrata in servizio della linea per Pegazzano, avvenuta il 1º luglio 1907, e la prevista estensione del servizio tranviario verso Cadimare comportò l'acquisto del nuovo gruppo di vetture 21÷26, realizzate da Carminati & Toselli, lunghe circa un metro in più delle Helios Duplex e dunque più capaci. Una seconda serie di tali vetture, numerata 28÷38 e caratterizzata da un imperiale delle piattaforme maggiormente bombato, si aggiunse poco dopo. Le Carminati & Toselli erano più potenti delle vetture precedenti: grazie ai loro 55 kW potevano trainare fino a 3 rimorchi. Il parco di questi ultimi, costituito dalle unità 50÷59 e 100÷107 del tipo giardiniera, si arricchì di 6 unità anch'esse Carminati & Toselli, numerate 71÷76.
Alla fine del 1914 il parco vetture comprendeva in totale 38 motrici, 26 rimorchi e due vetture di servizio (rispettivamente adibite al trasporto merci e al lavaggio strade).
Nel 1917 la Società Tramvie Elettriche della Spezia provvedette alla ricostruzione dei 6 rimorchi Carminati & Toselli in altrettante elettromotrici, numerate 39÷44), mentre altre rimorchiate, immatricolate nella serie "60", di lì a poco rimpinguarono tale parco.
Nel 1920 entrò in servizio un veicolo particolare, la vettura "Salon" n. 45, una Carminati & Toselli con allestimento da cerimonia ed interni in velluto azzurro. L'ultimo acquisto di vetture nuove avvenne nel 1924, con l'immissione in servizio di 6 elettromotrici Miani & Silvestri gialle e rosse immatricolate nel gruppo 52÷57; della potenza di 54 kW erano più lunghe delle precedenti.
Taluni autori ipotizzano che all'impianto spezzino fossero inizialmente destinate anche le 6 vetture (serie 501÷506) realizzate nel 1924 dall'Ansaldo e poi consegnate alla rete di Torino; in bibliografia, tuttavia, tale iniziale destinazione appare in forma dubitativa.
Nel secondo dopoguerra, per far fronte alla necessità di rimpiazzare le molte elettromotrici distrutte, furono acquistate dalla Società Trasporti Urbani (STU) di Milano una serie di vetture di costruzione Fratelli Grondona & C. provenienti dalla dismessa rete tranviaria di Livorno, dalle quali furono ricavate una vettura, numerata 120, e la rimorchiata n. 87. Ad esse si aggiunsero 4 motrici Carminati & Toselli ex Società Elettrica Bresciana (SEB) provenienti dalla rete di Cremona (10÷13) e immatricolate alla Spezia come 46÷49 e due motrici di costruzione Savigliano provenienti dalla rete tranviaria di Brescia le quali furono rinumerate come 58 e 60.

### Materiale motore - prospetto di sintesi
| Unità  | Costruttore         | Anno | Note                                                                   |
| ------ | ------------------- | ---- | ---------------------------------------------------------------------- |
| 1÷6    | Helios              | 1902 |                                                                        |
| 7÷20   | Helios              | 1904 |                                                                        |
| 21÷26  | Carminati & Toselli | 1907 |                                                                        |
| 28÷38  | Carminati & Toselli |      |                                                                        |
| 39÷44  | Carminati & Toselli | 1917 | ricostruzione di altrettante rimorchiate                               |
| 45     | Carminati & Toselli |      | Veicolo di rappresentanza di tipo "Salon"                              |
| 52÷57  | Miani & Silvestri   | 1924 |                                                                        |
| 58, 60 | Savigliano          |      | Ex rete tranviaria di Brescia                                          |
| 120    | Grondona            |      | Ex STU, Esercizio di Livorno, acquisita nel secondo dopoguerra         |
| 46÷49  | Carminati & Toselli |      | Ex SEB, Esercizio di Cremona (10-13), acquisite nel secondo dopoguerra |

## Galleria d'immagini

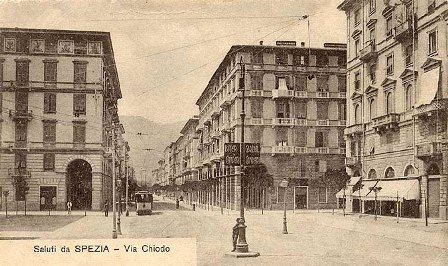
Piazza Verdi
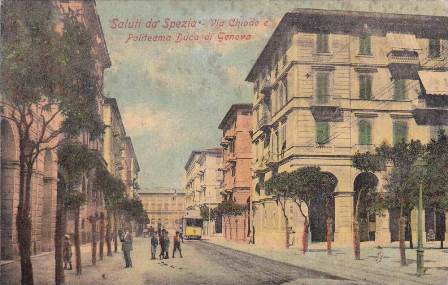
Via Chiodo e il Politeama
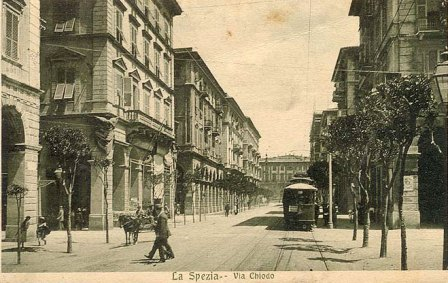
Via Chiodo
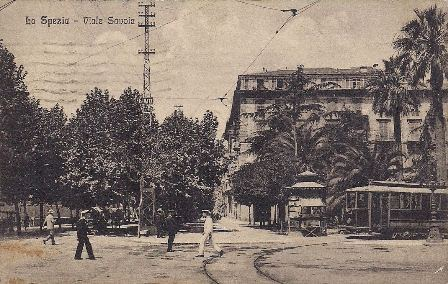
Viale Savoia
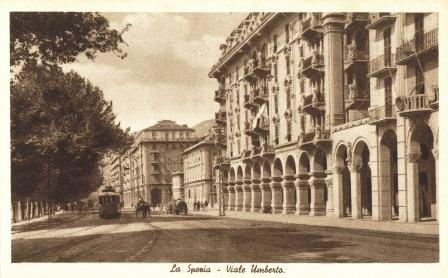
Viale Umberto